# Hotel Tadj Mahal Palace & Tower

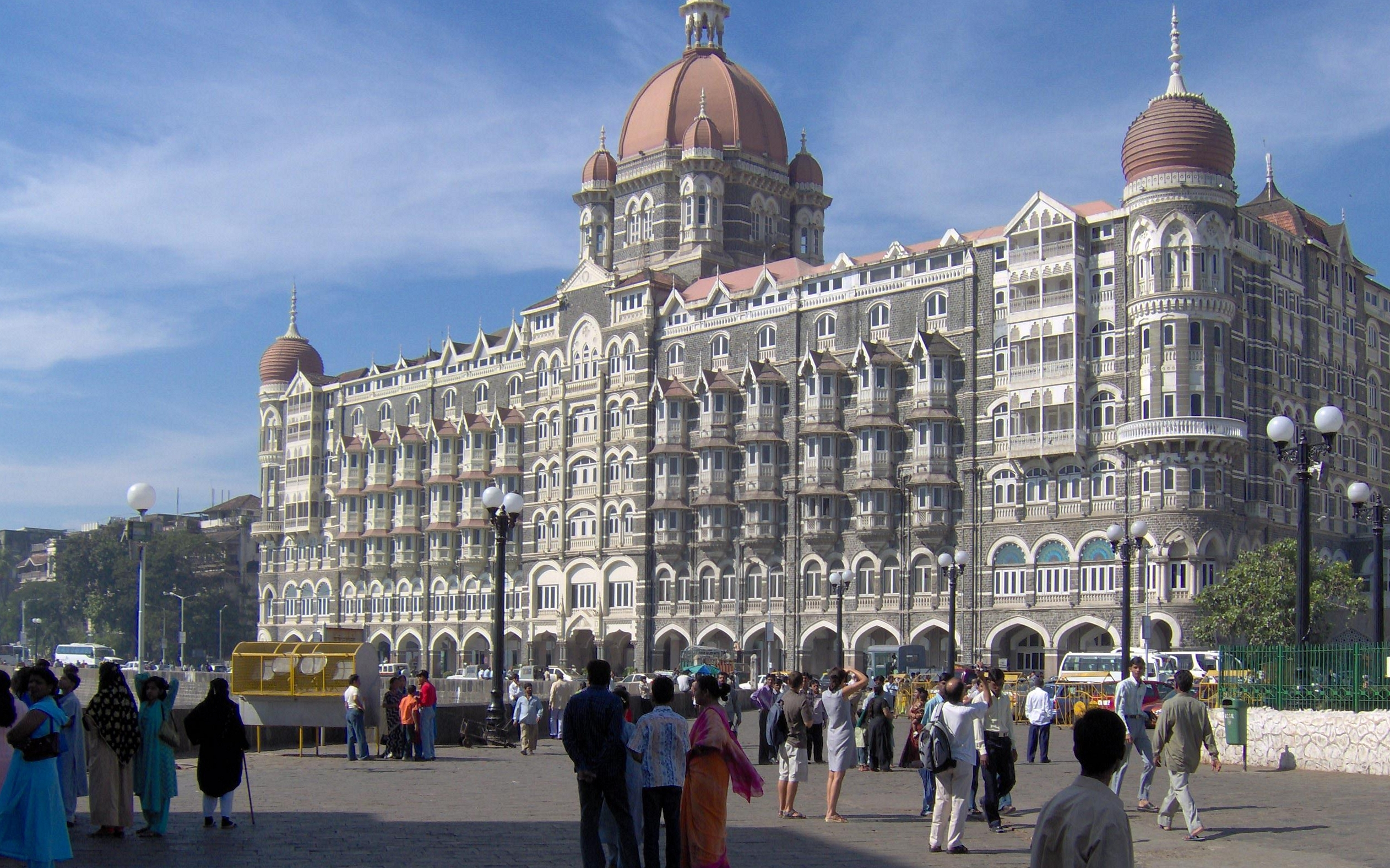
A Tadzs Mahal Palota egy látképe.

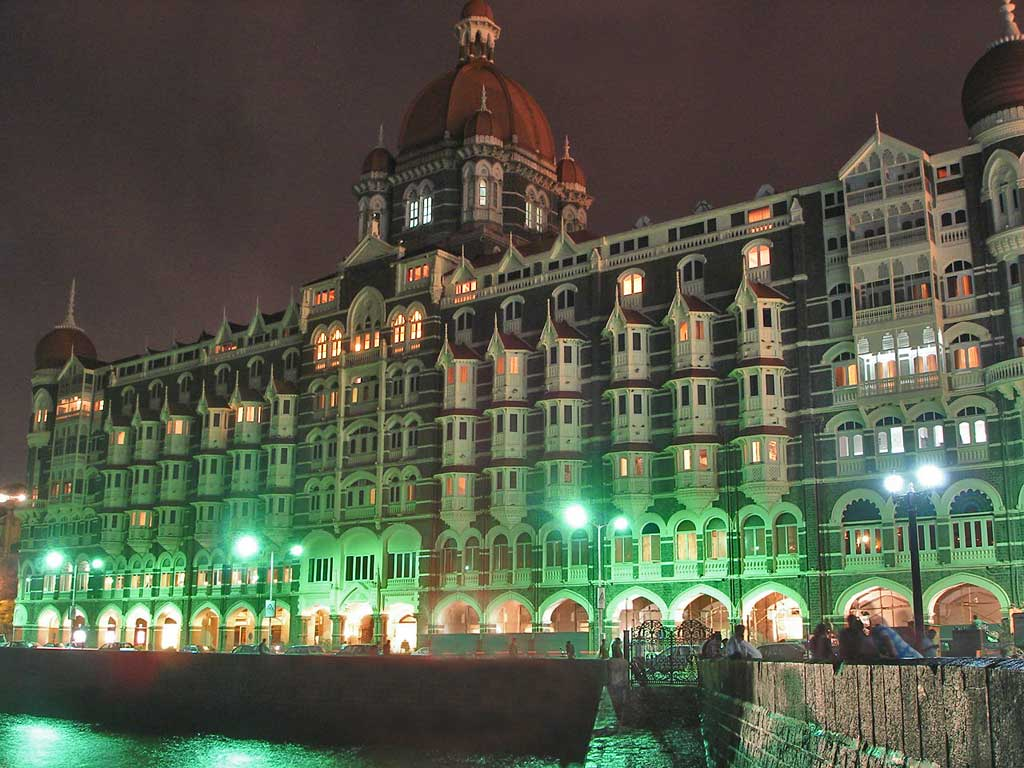
A Tadzs Mahal Palota éjszaka.

A Tadzs Mahal Palota szálloda az indiai Mumbaiban, az India-kapu közvetlen közelében, a város egyik jelképe. 565 szobás épület panorámával az India-kapura és az Arab-tengerre.
A mór, keleti es firenzei stíluselemeket keverő épület 1903-ban nyílt meg. Belső tereit alabástrom mennyezetek, ónix oszlopok, boltívek, kézzel készített selyemszőnyegek, kistálycsillárok, eklektikus bútorválogatás jellemzik és jelentős műalkotás-gyűjteménnyel rendelkezik.
Vendéglistája tekintélyes: megszállt már itt Mick Jagger, Jacques Chirac, Edward kenti herceg & Katharine, kenti hercegné, V. Harald norvég király & Szonja norvég királyné, Marianne Faithfull, Fülöp edinburgh-i herceg, Károly walesi herceg, The Beatles, Bill Clinton, Jacqueline Onassis és Elvis Presley.
Épületegyütteséhez tartozik a szomszédjában álló, Toronynak nevezett épület, amely későbbi, más stílusú és az InterContinental szállodalánchoz tartozik.
A Tadzs Mahal Palota építését Dzsamszedzsi Tata, az indiai ipar atyja rendelte meg. A szálloda 1903. december 16-án nyitotta meg kapuit. Tatát állítólag az az emlék ösztökélte a luxusszálló építésére, hogy egy alkalommal nem engedték be a város előkelő szállójába, a Watson's Hotelbe, azzal, hogy „csak fehéreknek” megengedett a belépés.
A projektet indiai építészek, Szitaram Kanderao Vaidja és D. N. Mirza kezdte, de egy angol, W. A. Chambers fejezte be. Az építkezés 421 millió rúpiába került. Az első világháború idején a szállodát 600-ágyas kórházzá alakították.
A kikötő felől látott homlokzat valójában az épület hátulja, az elülső homlokzat nyugat felé néz. Egy elterjedt, de téves történet szerint ez az építészek hibája miatt alakult így, pedig az épületet eleve így tervezték. Vannak feltételezések, hogy Tata kérésére, aki az angol uralkodónak adott volna ezzel fricskát, mások szerint azért épült így, hogy a város felől érkező kocsik könnyen elérhessék a bejáratot.
2008. november 26-ától, a mumbai terrortámadások idején a szálloda is célponttá vált, az épületben tűzharc folyt, tetejét tűz rongálta meg.

## Külső hivatkozások
- The Taj Mahal Palace & Tower, Mumbai
- Ismét lángba borult a mumbai Tádzs Mahal